# Peugeot Prologue
La Peugeot Prologue est un show car conçu par le constructeur automobile français Peugeot, qui fut présenté lors du Mondial de l'automobile de Paris, en octobre 2008. Ce concept annonce les futures lignes de la Peugeot 3008, un crossover concurrent du Nissan Qashqai.

## Caractéristiques

### Design
Le design du concept Prologue n'est pas très innovant et reprend les thèmes stylistiques utilisés par Peugeot depuis les années 2000, à savoir une grande calandre chromée et des phares en amandes.

### Technique
Basée sur la plateforme du monospace Citroën C4 Picasso, la Peugeot Prologue se situe entre la 4007, plus imposante à vocation tout-terrain, et la Peugeot 308 SW, break familial plus petit.
Comme la plupart des véhicules prototypes présenté lors du salon de Paris, la motorisation est hybride, développant une puissance de 200 ch, capable de contenir les émissions de CO2 à 109 g/km.